# Estlands sjöfartsmuseum

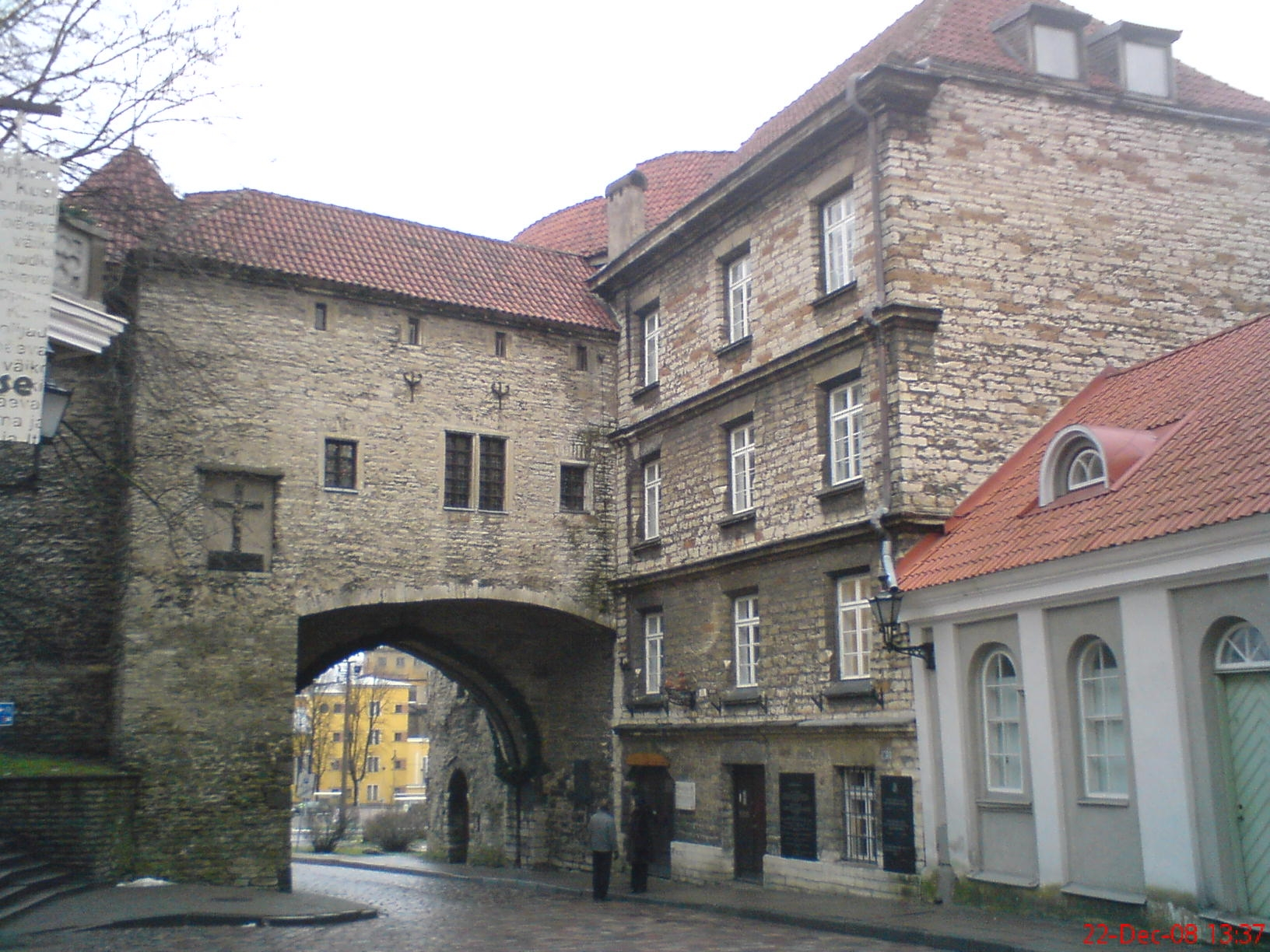
Stora strandporten, ingång till museet på höger sida.

Estlands sjöfartsmuseum (estniska: Eesti Meremuuseum) är beläget i utkanten av Gamla stan i Tallinn, i fästningstornet Tjocka Margareta. Museets samlingar är fördelade på fyra våningsplan. Från takterrassen kan man blicka över gamla staden och Tallinns hamn. I parken intill museet kan man bese Tallinns Estoniamonument, som heter Bruten linje.
På museet finns bland annat ett urval av maskiner och fartygsmodeller, utställningar om fiskerinäring och estniska fyrar. En mindre avdelning är tillägnad M/S Estonia. Här finns till exempel skeppsklockan från fartyget.
I maj 2012 öppnade ett nytt museum beläget vid Tallinns sjöflyghamn.

## Tjocka Margareta
Fästningstornet Tjocka Margareta ligger i slutet av Pikk-gatan, vid Stora strandporten – ett 1500-talsvalv, flankerat av två torn. Det byggdes tidigt på 1500-talet, mellan 1511 och 1530, i samband med rekonstruering av Stora strandporten. Stadsmurstornet fick sitt namn då det utgjorde den mest bastanta delen av befästningen – 25 meter i diameter, 20 meter hög, med upp till fem meter tjocka väggar. Fästningen skyddade stadens hamn mot möjliga inkräktare, samtidigt som den imponerade på besökare som kom till staden sjövägen.
Tjocka Margareta och den Stora strandporten försvarade Tallinns hamn. Tjocka Margareta har senare också använts för förvaring av krut och vapen. Det har även varit fängelse. Under revolutionen 1917 ägde en våldsam revolt rum, då fängelsevakter mördades av en mobb av arbetare, soldater och sjömän.

## Galleri

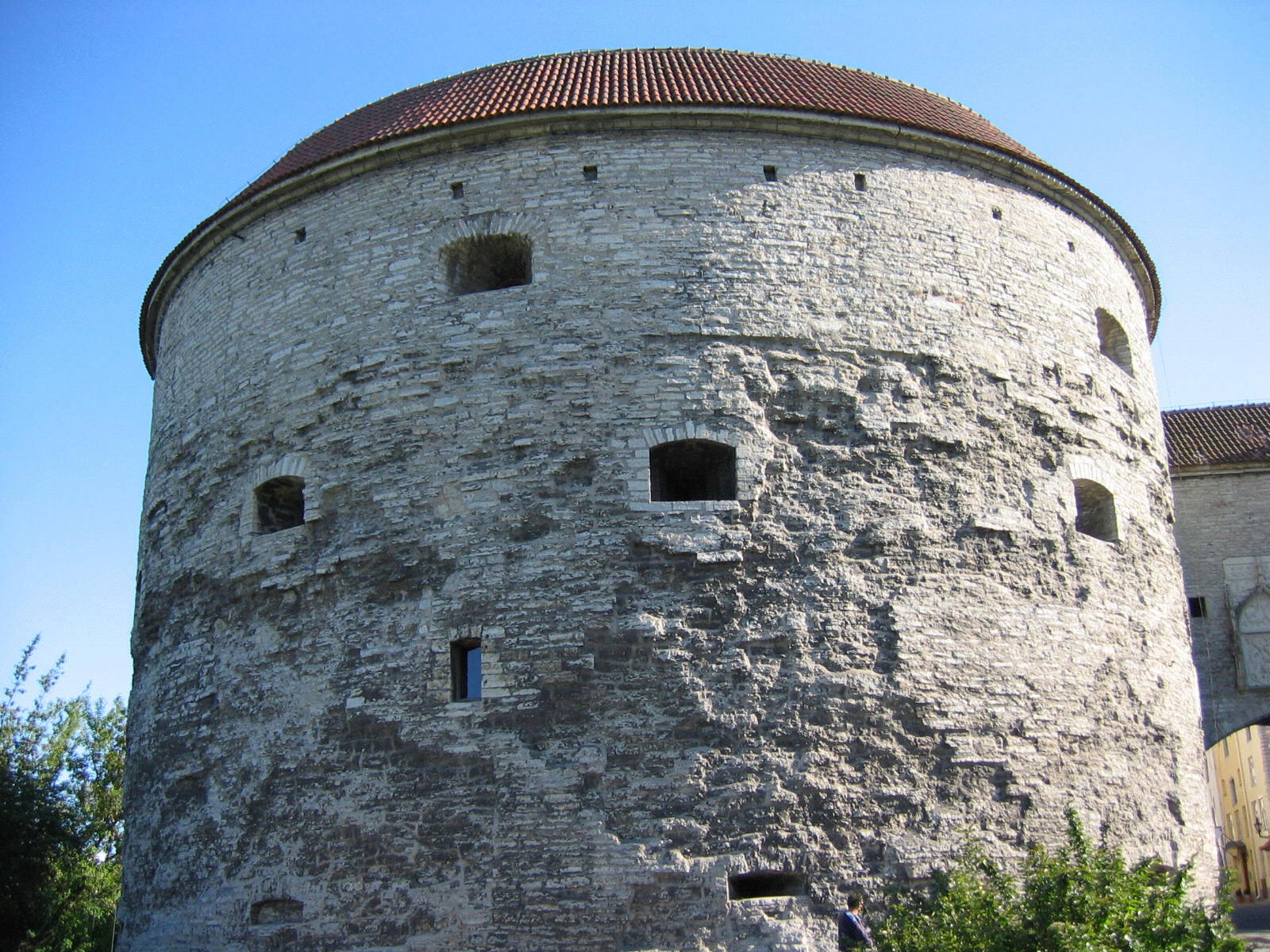
Tjocka Margareta.
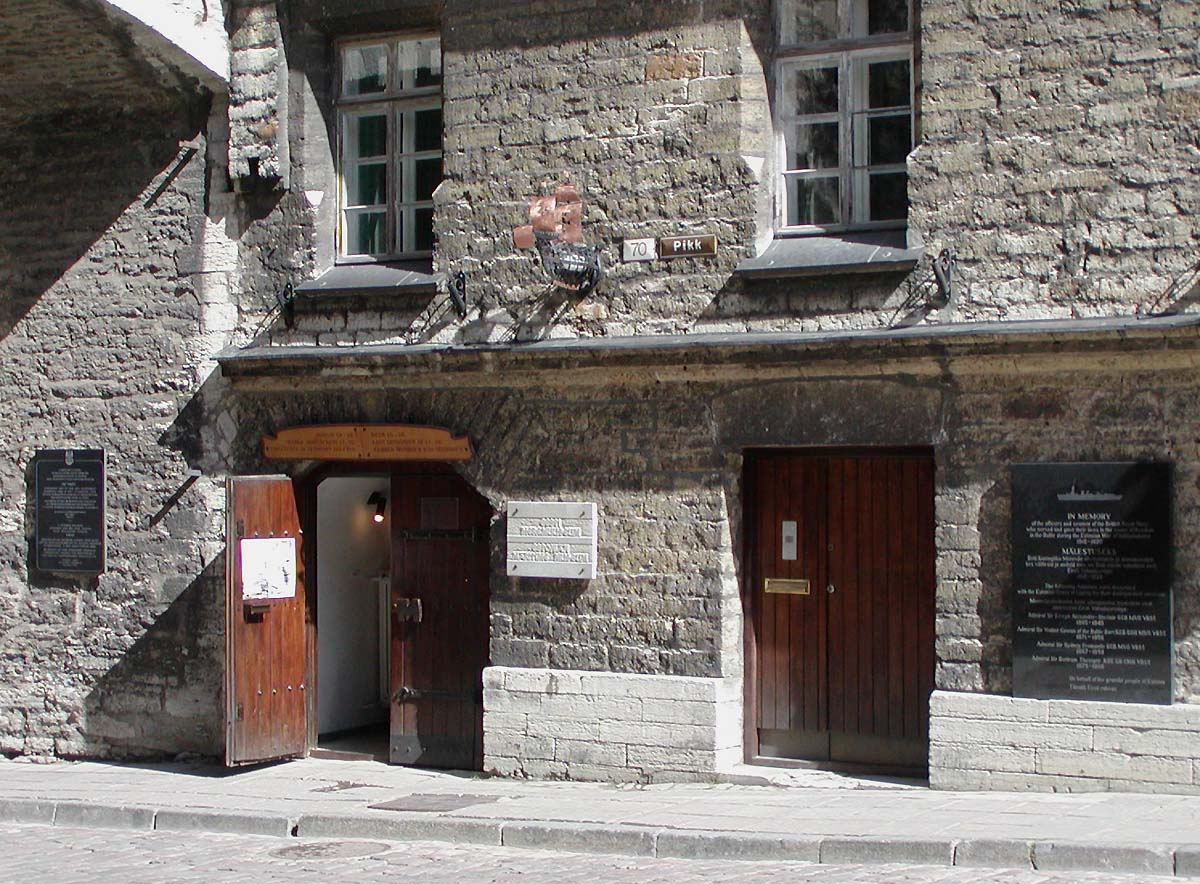
Museets entré.
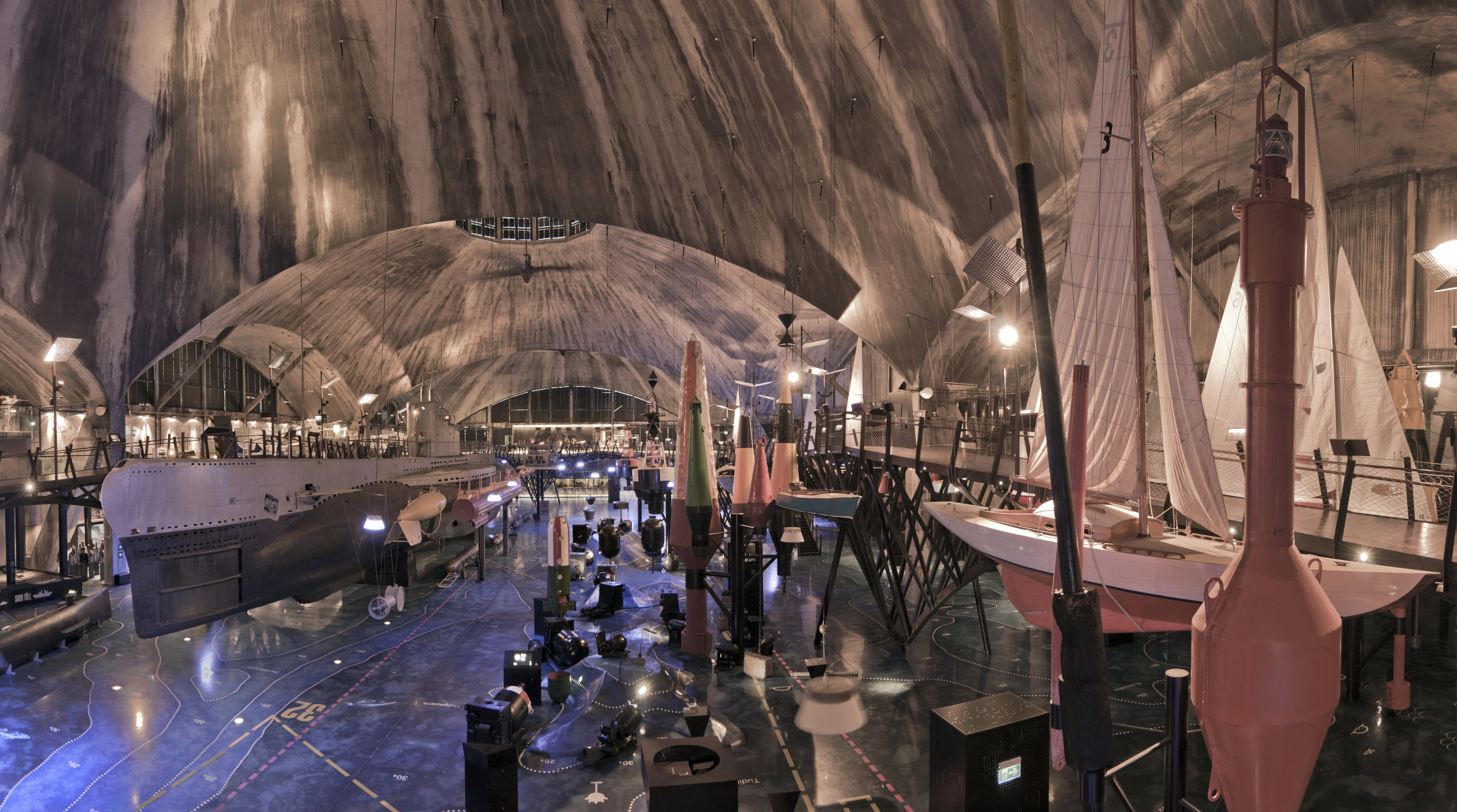
Interiör av det nya museet vid Tallinns sjöflyghamn.